# Justicia dumosa
Justicia dumosa är en akantusväxtart som beskrevs av Brother Alain. Justicia dumosa ingår i släktet Justicia och familjen akantusväxter. Inga underarter finns listade i Catalogue of Life.